# Леван Цкітішвілі
Леван Цкітішвілі (груз. ლევან ცქიტიშვილი, нар. 10 жовтня 1976, Тбілісі) — грузинський футболіст, півзахисник.
Насамперед відомий виступами за клуби «Динамо» (Тбілісі) та «Фрайбург», а також національну збірну Грузії.

## Клубна кар'єра
У дорослому футболі дебютував 1993 року виступами за команду клубу «Динамо» (Тбілісі), в якій провів шість сезонів, взявши участь у 120 матчах чемпіонату. 
Своєю грою за цю команду привернув увагу представників тренерського штабу німецького клубу «Фрайбург», до складу якого приєднався 1999 року. Відіграв за фрайбурзький клуб наступні шість сезонів своєї ігрової кар'єри. Більшість часу, проведеного у складі «Фрайбурга», був основним гравцем команди.
Згодом з 2005 по 2007 рік грав у складі команд клубів «Металург» (Донецьк), «Вольфсбург», «Паніоніос» та «Локомотив» (Тбілісі).
Завершив професійну ігрову кар'єру у нижчоліговому німецькому клубі «Веен», за команду якого виступав протягом 2009 року.

## Виступи за збірну
У 1995 році дебютував в офіційних матчах у складі національної збірної Грузії. Протягом кар'єри у національній команді, яка тривала 15 років, провів у формі головної команди країни 58 матчів, забивши 1 гол.